# Говард Дін
Говард Дін (англ. Howard Dean; нар. 17 листопада 1948, Іст-Гамптон, Нью-Йорк) — американський політик і лікар зі штату Вермонт. Він шість термінів перебував на посту губернатора штату Вермонт (з 1991 до 2003, був його 79-м губернатором за рахунком) і невдало балотувався в президенти на праймеріз Демократичної партії США в 2004 році. Він був головою Національного комітету Демократичної партії з 2005 по 2009 рік. Хоча його президентська кампанія в США була невдалою, Дін вважається піонером в підвищенні значущості інтернет-фандрайзингу.